# Falcó selvàtic barrat
El falcó selvàtic barrat (Micrastur ruficollis) és una espècie d'ocell rapinyaire de la família dels falcònids (Falconidae). Es troba a l'Amèrica Central i l'Amèrica del Sud. El seu estat de conservació es considera de risc mínim.

## Morfologia
- Fa uns 33 – 38 cm de llargària.
- La major part de les subespècies són gris fosc per sobre. Zona superior del pit gris i resta de les parts inferiors blanques amb un fi barrat en negre o gris fosc.
- Cua amb la punta de blanca i de tres a sis barres blanques i estretes
- Gola gris pàl·lid i el capell gris més fosc.
- La subespècie, zonothorax dels Andes Orientals és polimòrfica, amb una variant de color en què les parts superiors són marrons en comptes de gris.
- Bec negre amb la base groga. Potes groc taronga.

## Hàbitat i distribució
Habita la selva humida de la zona neotropical, des de l'est dels estats mexicans de Guerrero, Hidalgo i Veracruz cap al sud, a la llarga d'ambdues vessants fins a Panamà, i en Amèrica del Sud des de Colòmbia, Veneçuela i Guaiana, cap al sud, per l'oest dels Andes fins a l'oest de l'Equador i per l'est dels Andes, a través del Brasil, fins a l'est de Bolívia, el Paraguai i nord de l'Argentina.